# Förbandsmarsch
Förbandsmarsch kallas en marsch som antagits som officiell marsch för ett förband, typiskt ett regemente. Bruket uppkom lokalt under slutet av 1800-talet i Sverige och centralt fastställda förbandsmarscher förekom från 1950-talet.

## Exempel på svenska förbandsmarscher
- Flottans sjömansskolors marsch
- Kronobergs regementes marsch